# Harmånger
Harmånger is een plaats in de gemeente Nordanstig in het landschap Hälsingland en de provincie Gävleborgs län in Zweden. De plaats heeft 523 inwoners (2005) en een oppervlakte van 94 hectare. De plaats ligt aan de Europese weg 4 tussen Sundsvall en Hudiksvall.